# 梅口乡
梅口乡是中国福建省三明市泰宁县下辖的一个乡。大金湖的北半部湖区位于该乡境内。

## 行政区划
梅口乡共辖9个行政村，分别是：
谢家坪村、拥坑村、麦坑村、大洋村、水磜村、梅口村、茅店村、茜元村和廖元村。